# Sátántinóru
A sátántinóru (Rubroboletus satanas, korábban Boletus satanas) az osztatlan bazídiumú gombák (Homobasidiomycetes) osztályának tinórugomba-alkatúak (Boletales) rendjébe, ezen belül a tinórufélék (Boletaceae) családjába tartozó faj.

## Előfordulása
A sátántinóru az egész mérsékelt övben előfordul, de Európában kifejezetten délies elterjedést mutat. A Brit-szigeteken is jelen van, azonban ott veszélyeztetetté vált.

## Megjelenése
A tömör kalap átmérője a 25 centimétert is elérheti. Eleinte félgömb alakú, majd párnaszerűen domború, idősebb korban pedig inkább kiterülő, szabálytalanul hajlott. Fiatalon szürkésfehér, világos homokszínű, később okkeres bőrszínűbe és zöldesbe hajló, gyakran piszkosszürke részekkel, ritkán azonban halvány rózsaszín árnyalatú is lehet. Bőre a kalapról könnyen lefejthető, finoman molyhos szőrű, később lekopaszodik, ekkor gyakran ragacsossá, tapadóssá válik. A csöves termőréteg eleinte halványsárga, majd zöldessárga, végül piszkos kékeszöld. Az 5–12 centiméter hosszú tönk gyakran gumós, hasas. Felül sárga, lejjebb vörös színű, alul pedig szürkés-sárgás.

## Életmódja
A bükkösök és tölgyesek déli lejtőkön elhelyezkedő világos állományait kedveli. Júliustól októberig terem.

## Felhasználhatósága
A gomba gyengén mérgező, főleg nyersen fogyasztva gyomor- és bélpanaszokat okoz.